# Amaranthus campestris
Amaranthus campestris là loài thực vật có hoa thuộc họ Dền. Loài này được Willd. mô tả khoa học đầu tiên năm 1805.